# Egon Sinz
Egon Sinz (* 1928 in Kennelbach; † 2008 ebenda) war ein österreichischer Politiker. Sinz war Stellvertretender Leiter des Landesarbeitsamtes Vorarlberg sowie von 1970 bis 1995 Bürgermeister der Gemeinde Kennelbach und Verfasser von heimatorientierten, industriegeschichtlichen und sozialpolitischen Werken.

## Leben
Egon Sinz studierte an der Leopold-Franzens-Universität Innsbruck Fachpsychologie und wurde 1951 zum Dr. phil. promoviert.
Beim Landesarbeitsamt Vorarlberg leitete er den Beratungs- und Vermittlungsdienst und übte die Funktion des Stellvertretenden Amtsleiters aus. In seinen letzten fünfzehn Berufsjahren war er Bürgermeister der Gemeinde Kennelbach und betätigte sich darüber hinaus als Autor von Fachliteratur.
1987 konnte Sinz den historischen Schindlersaal auf dem Schindler-Areal in Kennelbach wieder eröffnen, der seitdem für Veranstaltungen genutzt wird.
Als die wertvoll ausgestattete frühere Unternehmerresidenz Villa Grünau der Familie Schindlers baufällig geworden war und abgebrochen werden sollte, startete Bürgermeister Egon Sinz eine erfolgreiche Rettungsinitiative. Das 1989–1992 sanierte Gebäude dient heute als Gemeindeamt.

## Veröffentlichte Literatur
- 1987: Kennelbach – die Geschichte einer Industriegemeinde
- 1992: Die Villa Grünau, ein Ansitz der Kennelbacher Fabrikanten
- 2001: Kennelbach 1871–1900 Die Einwanderung
- 2003: Kennelbach  1871–1900 L’immigrazione (italienische Ausgabe)
- 2006: Von Habsburg bis Hitler,  Kennelbach 1918–1945

## Auszeichnungen
- Großes Ehrenzeichen für Verdienste um die Republik Österreich (1986)
- Ehrenzeichen des Landes Vorarlberg in Silber (1995)
- Ehrenbürger der Gemeinde Kennelbach (1996)